# Estaleiro Escola
O Estaleiro Escola é uma unidade vocacional do Instituto de Educação, Ciência e Tecnologia do Maranhão (Iema).

## IEMA
Fica localizado às margens do rio Bacanga, no Sítio Tamancão, Anjo da Guarda, funcionando desde dezembro de 2006, com a intenção de formar mestres carpinteiros, pintores, calafates, ferreiros e mecânicos que atuam na produção artesanal de embarcações.
O engenheiro civil Luiz Phelipe Andrès foi um dos coordenadores do projeto de pesquisa "Embarcações do Maranhão" (1998) para a formação de aprendizes na tradição da construção naval do Maranhão, preservando técnicas artesanais e peculiares dos mestres carpinteiros nas embarcações, difundindo o conhecimento popular para as novas gerações.
O local oferece cursos de capacitação profissional, como: construção de embarcações artesanais, educação ambiental, inglês básico, informática, marcenaria, agente de informações turísticas, técnico em logística com ênfase em gestão portuária. Além disso, promove oficinas de reaproveitamento de madeira, reaproveitamento de PET, reciclagem de papel, biojóias, cerâmica e modelismo naval.
O Estaleiro Escola dispõe de importante acervo de ferramentas utilizadas durante séculos na carpintaria naval do Estado.
Em 2021, foi inaugurado o Iema Pleno Tamancão, ofertando de ensino médio e técnico em tempo integral.

## Sítio Tamancão
O Sítio do Tamancão é um conjunto de antigos armazéns do século XIX, com uma casa grande e uma rampa de embarque, às margens do rio Bacanga, tendo abrigado uma indústria de beneficiamento de arroz.
Possuía um interessante sistema de canais e comportas, conhecido como "moinho de maré", aproveitando o potencial hidráulico das marés, que podem atingir variação de 7 metros no Maranhão. Havia uma grande roda de ferro, com aproximadamente 1 metro e meio de raio, movida pela força da água aprisionada em um lago artificial formado pela grande amplitude da maré. Na maré baixa, comportas eram abertas e a força da água movimentava polias que proporcionavam o funcionamento da indústria. O sistema de canais, o eixo e a roda foram encontrados nas obras de restauração e estão à mostra, com painéis explicativos.
Com a restauração, os edifícios foram adaptados para o funcionamento do Estaleiro Escola.

## Canoa Costeira Dinamar

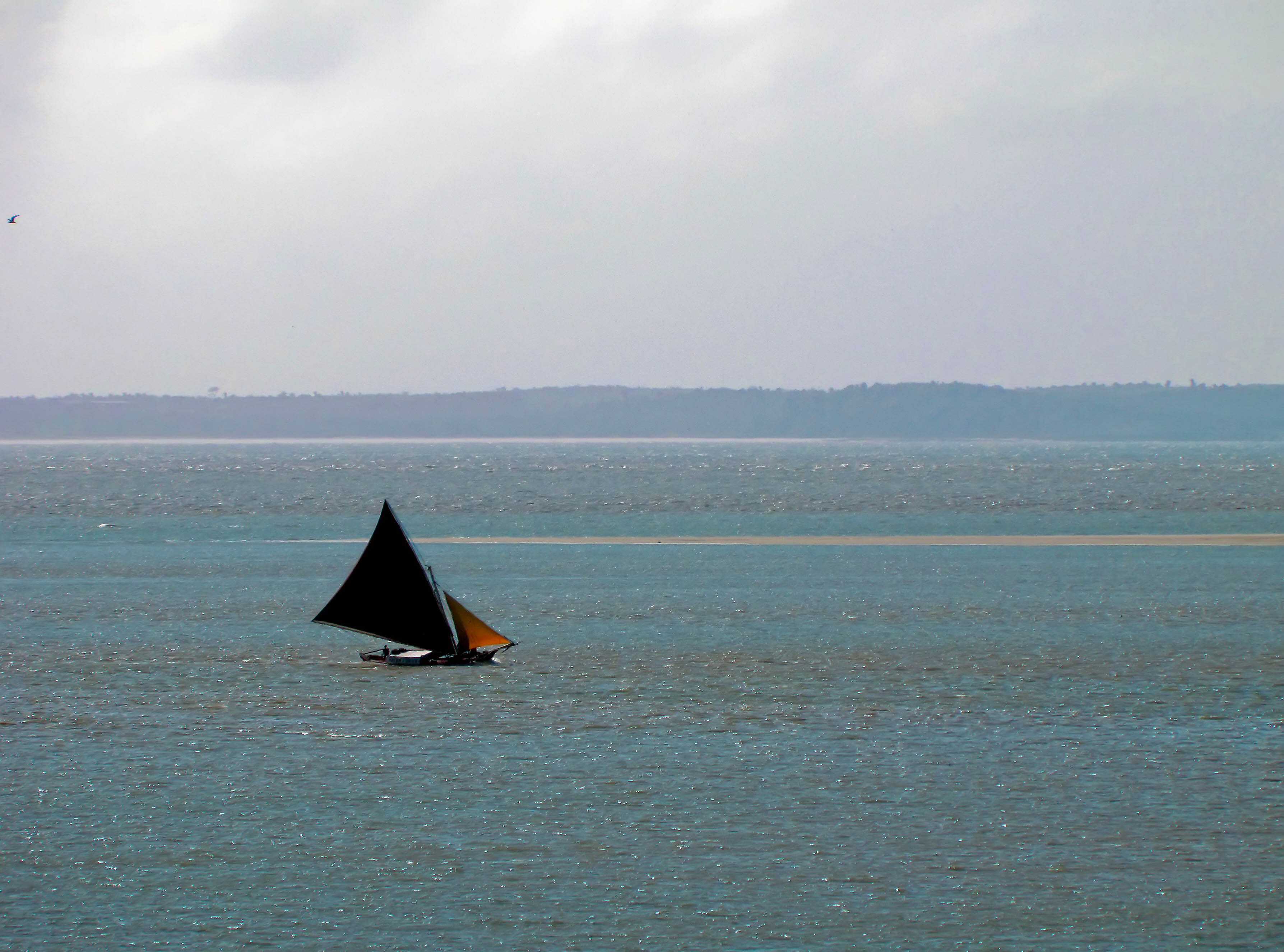
Barco na Baía de São Marcos

Em 2009, com a contribuição do Estaleiro Escola, foram identificadas e cadastradas 21 das últimas canoas costeiras em atividade na Baía de São Marcos, e que são resultado de 400 anos de experiência empírica dos navegantes, adaptadas às condições de maré (com amplitude de até 7 metros no Maranhão), ondas e ventos da região que vai do Golfão Maranhense até o Pará.
A canoa costeira maranhense (os cúteres) são um dos barcos mais tradicionais do Brasil. Possuem o convés fechado, arrematado por cabine rasa. Na proa, há um alongado gurupés (pau de giba) e a bita (frade), que usualmente tem forma de cabeça humana. O formato da vela, com cores vivas, é dado pela forte inclinação da carangueja, navegando apenas com a força do vento, que inclinam suavemente a canoa, colorindo a Baía de São Marcos com as diferentes tonalidades de seus cascos e velas.
Em 2013, o IPHAN tombou a canoa costeira Dinamar, e que foi restaurada pelo Estaleiro Escola. A Dinamar foi escolhida dentre as canoas cadastradas, sendo considerada um símbolo da cultura regional e preservação do patrimônio cultural, inclinando-se suavemente com o vento. A embarcação tinha, na época, pelo menos sessenta anos de navegação. Seu proprietário costumava realizar a travessia entre São Luís e Alcântara a bordo da Dinamar, transportando carvão e madeira.

Outros modelos de embarcações típicas que podem ser vistas no Estaleiro Escola são a biana de origem cearense, o igarité, o boie, o bote proa de risco e o iate. Mestres carpinteiros do Estaleiro Escola também confeccionaram as maquetes do Museu de Embarcações Maranhenses, localizado no Forte de Santo Antônio da Barra.